# Annemiek Derckx
Anna Maria Josephine Derckx, detta Annemiek (Beegden, 12 aprile 1954), è un'ex canoista olandese specializzata nel kayak.
Ha vinto la sua prima medaglia di bronzo olimpica ai Giochi olimpici di Los Angeles 1984, per poi replicare in coppia con Annemarie Cox nell'edizione successiva a Seul 1988.
Sempre in coppia con la Cox ha conquistato un bronzo nel 1985 e l'argento nel 1987.

## Palmarès
| Anno | Manifestazione  | Sede        | Evento   | Risultato | Prestazione | Note |
| ---- | --------------- | ----------- | -------- | --------- | ----------- | ---- |
| 1984 | Giochi olimpici | Los Angeles | K-1 500m | Bronzo    | 2'00"11     |      |
| 1985 | Mondiali        | Mechelen    | K-2 500m | Bronzo    | -           |      |
| 1987 | Mondiali        | Duisburg    | K-2 500m | Argento   | -           |      |
| 1988 | Giochi olimpici | Seul        | K-2 500m | Bronzo    | 1'46"00     |      |